# Stadsomwalling van Lier

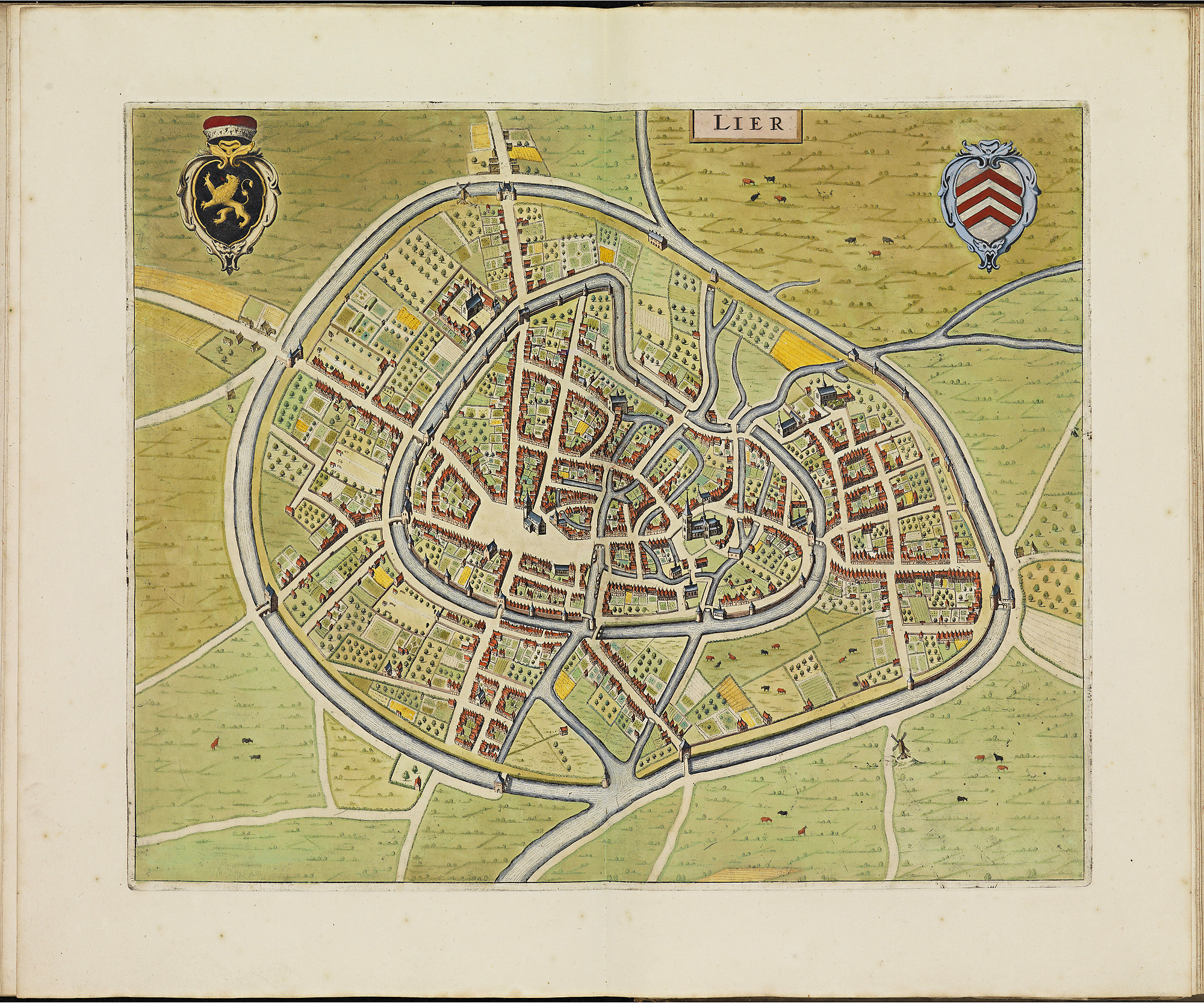
Lier in 1698 in het Stedenboek Frederik de Wit, met de twee omwallingen

De Belgische stad Lier kende twee stadsomwallingen. Hiervan getuigen het grondplan van de stad en enkele historische monumenten, zoals de Zimmertoren.

## Eerste omwalling
Lier kreeg in 1194 de titel van versterkte stad of oppidum. Er zijn geen archeologisch sporen bekend van deze oudste omwalling. Deze bestond waarschijnlijk uit een aarden wal rond het domein waar nu de Sint-Gummaruskerk staat. Lier verwierf stadsrechten in 1212 en er volgde een economische expansie door de lakenindustrie. Het belfort werd gebouwd en in de loop van de 14e eeuw ook een nieuwe omwalling waarin de Grote Markt was in begrepen. Vanaf deze markt vertrokken de straten die uitkwamen op de stadspoorten van deze eerste stadsmuur. Het belfort diende ook als uitkijkpost en hierin hing een alarmklok. De omtrek van deze omwalling, die voor een groot deel intact bleef tot de 19e eeuw, is nog te traceren in het stratenplan.

## Tweede omwalling

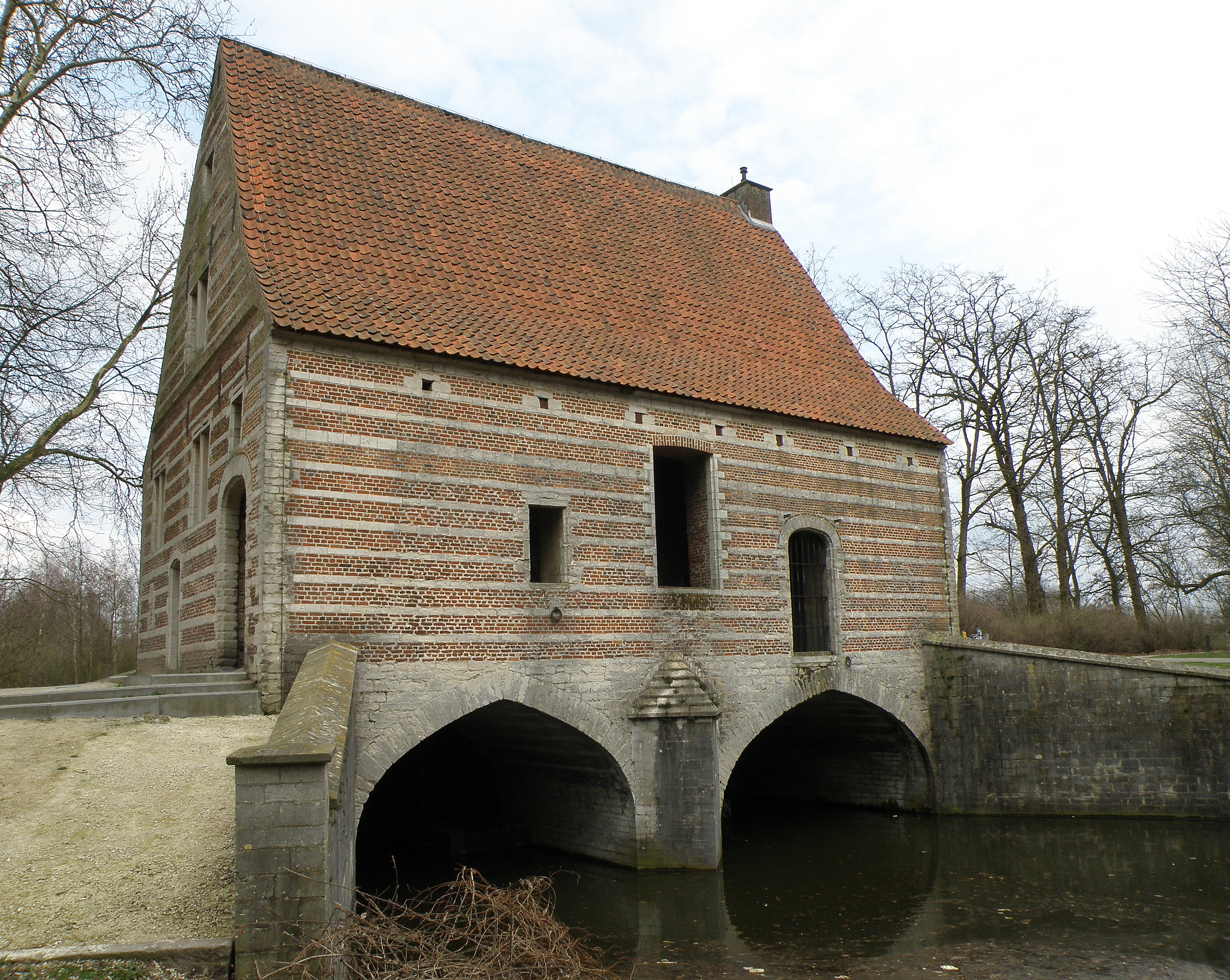
Het Spuihuis

Door de economische bloei werd al snel gedacht aan een nieuwe, ruimere omwalling. Deze tweede stadsmuur omvatte ook het kluizekwartier en het begijnhof, die tot dan buiten de stadsmuur lagen. In de loop van de 15e eeuw werden verschillende poorten gebouwd in deze tweede stadsmuur: de Mechelse buitenpoort (1405), de Antwerpse buitenpoort (1406-1412) en de Lisperbuitenpoort (1415). Verder werd een vestgracht gegraven die aansloot op de Kleine Nete en de oude Grote Nete, zodat de hele omwalling beschermd werd door het water. Er kwamen ook een versterkt spuihuis en een vestingtoren, de Balie (1424), aan de samenvloeiing van de Kleine Nete en de oude Grote Nete. Het "nieuwland" tussen de eerste en de tweede stadmuur bleef grotendeels onbebouwd door de economische stagnatie van de stad.

## Restanten
Vanaf de 18e eeuw volgde de ontmanteling van de stadsomwalling. Deze had toen al lang haar militaire betekenis verloren. Dit begon na de instructie van keizer Jozef II en zette zich voort gedurende de 19e eeuw. De tweede omwalling werd gedeeltelijk afgebroken en alle buitenpoorten werden gesloopt. Het tracé van de omwalling is terug te vinden in de groene gordel van de stadsvesten. Van de versterkingen bleef enkel het spuihuis bewaard. Ook de eerste omwalling werd in de loop van de 18e en 19e eeuw grotendeels geslecht. Wel bleven een toren en een stadspoort van de binnenste omwalling bewaard. In het begin van de 21e eeuw werden bij werken funderingsmuren van de Antwerpse binnenpoort en de Mechelse binnenpoort onderzocht. In 2005 werden nog restanten gevonden van de eerste stadsomwalling.

### Gevangenenpoort

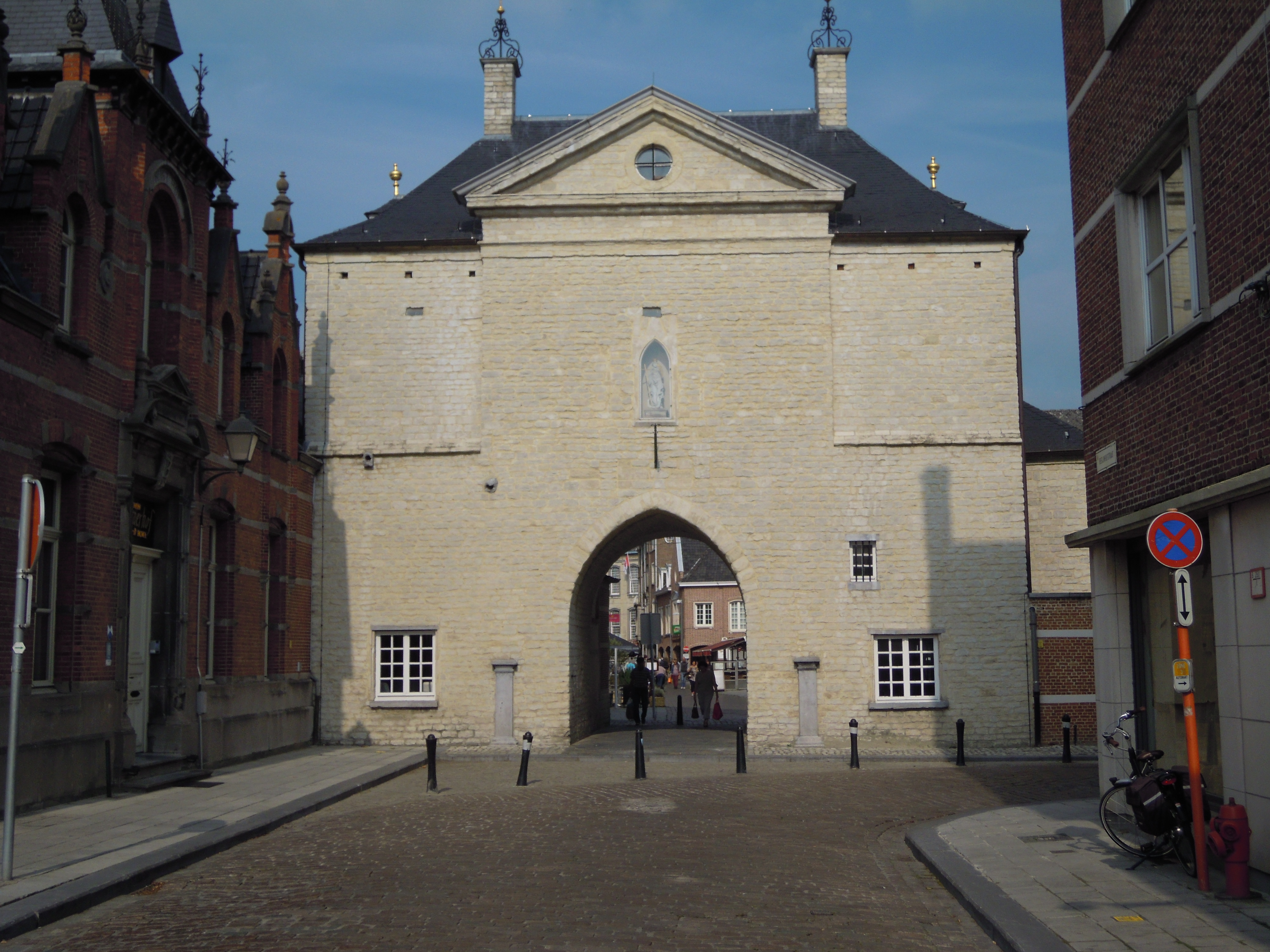
De Gevangenenpoort

De Gevangenenpoort, oorspronkelijk Eikelpoort, werd gebouwd rond 1375 in gotische stijl. Eertijds was dit een complex met hoofdpoort, een brug over de vestgracht en een voorpoort. Vanaf de tweede helft van de 16e eeuw deed deze poort dienst als stadsgevangenis. In de 18e eeuw werd de poort grotendeels heropgebouwd in Balegemse steen met classicistische kenmerken. 

### Zimmertoren
De 14e-eeuwse Corneliustoren maakte ook deel uit van de binnenste omwalling. Die diende nadien als opslagplaats en werd in 1812 verkocht. Aan het begin van de 20e eeuw stond enkel nog de onderbouw overeind en deze werd verbouwd tot de Zimmertoren.